# Reviravolta

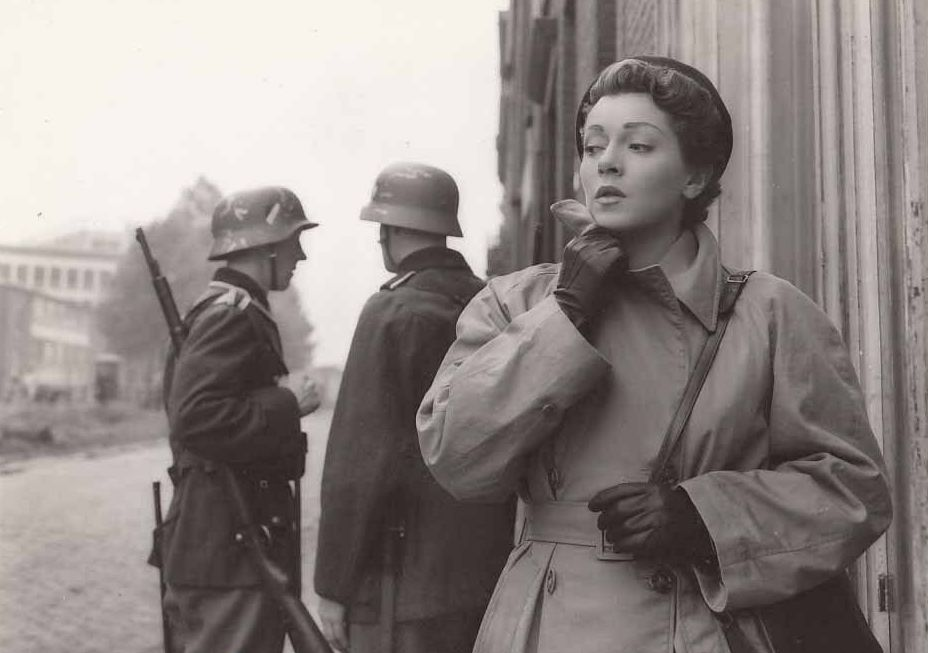
Cena do filme Betrayed (1954), um filme de espionagem na Holanda na Segunda Guerra Mundial. Este gênero é conhecido pelas reviravoltas na trama, com traições e suspense movendo a narrativa.

A reviravolta (em inglês:  plot twist) é uma mudança radical inesperada na direção do enredo de uma história. Quando acontece perto do final, é conhecida como um final surpresa. A reviravolta é um dispositivo de enredo em que a revelação de uma informação imprevista força o leitor ou espectador a reavaliar toda a narrativa e os personagens apresentados até seu momento. Seu uso, em geral, tem a intenção de manter o interesse do público na obra e obter uma reação de surpresa.

## Conceito
A reviravolta é um artifício de alto risco e alta recompensa, e que nem sempre funciona. Pode mudar a percepção do público sobre os eventos anteriores ou introduzir um novo conflito que o coloque em um contexto diferente. Uma reviravolta na trama pode ser prenunciada, para preparar o público para aceitá-la, mas geralmente vem com algum elemento surpresa. Existem vários métodos usados para executar uma reviravolta na trama, como ocultar informações do público ou enganá-lo com informações ambíguas ou falsas. Nem toda trama tem uma reviravolta, mas algumas têm várias reviravoltas menores, e algumas são definidas por uma única reviravolta importante. Revelar uma reviravolta para leitores ou espectadores com antecedência é comumente considerado um spoiler, uma vez que a maior parte das obras relacionadas a este elemento desenvolvem-se no intuito de alcançar a surpresa.
Um exemplo inicial de romance com múltiplas reviravoltas foi o conto "As Três Maçãs", de Mil e Uma Noites. Começa com um pescador descobrindo um baú trancado. A primeira reviravolta ocorre quando o baú é arrombado e um cadáver é encontrado dentro. A busca inicial pelo assassino falha, e uma reviravolta ocorre quando dois homens aparecem, alegando separadamente ser o assassino. Uma complexa cadeia de eventos finalmente revela que o assassino é o escravo do investigador.

## Mecânicas

### Anagnórise
Anagnórise, ou descoberta, é o reconhecimento súbito do protagonista (ou de outro personagem) de sua própria identidade e natureza. Através desta técnica, as informações anteriormente inexplicadas do personagem são reveladas. Um exemplo notável de anagnórise acontece em Édipo Rei. Onde Édipo mata seu pai e se casa com sua mãe na ignorância, aprendendo a verdade apenas no clímax da peça. O primeiro uso deste dispositivo como o final surpresa de um mistério de assassinato foi em "As Três Maçãs", um conto medieval das Mil e Uma Noites, onde o protagonista Jafar ibne Iáia descobre por acaso um item-chave no final da história que revela o culpado por trás do assassinato.

### Flashback
Flashback ou analepse é a interrupção súbita da sequência cronológica narrativa da história pela interpolação de eventos ocorridos anteriormente. É usado para surpreender o leitor com informações previamente desconhecidas que fornecem a resposta para um determinado mistério, colocando certo personagem em uma visão diferente ou revelando a razão para uma ação anteriormente inexplicável.

### Narrador não confiável
Um narrador não confiável distorce o final revelando, quase sempre no final da narrativa, que o mesmo havia manipulado ou inventado a história contada até então, forçando o leitor a questionar suas suposições prévias sobre o texto.

### Falso protagonista
Um falso protagonista é um personagem apresentado no início da história como o personagem principal, mas depois descartado, geralmente morto para enfatizar que não retornará. Um exemplo clássico é Marion Crane, de Psicose, que é brutalmente assassinada no início do filme. Outro exemplo é a personagem Casey Becker em Pânico, que apesar de estampar o cartaz e todo o material promocional do filme, é morta nos primeiros quinze minutos.

### Peripeteia
Peripeteia é uma inversão súbita da fortuna do protagonista, seja para o bem ou para o mal, que surge a partir das circunstâncias do personagem de maneira natural. Ao contrário da mecânica de deus ex machina, a peripeteia deve ser lógica dentro do quadro da história.

### Deus ex machina
Deus ex machina é um termo latino que significa "deus vindo da máquina". Refere-se a um inesperado, artificial ou improvável dispositivo, personagem ou evento introduzido repentinamente em uma obra de ficção para resolver uma determinada situação ou desemaranhar a trama. Nos teatros da Grécia Antiga, o "deus ex machina" ('ἀπὸ μηχανῆς θεός') era o personagem de um deus grego, literalmente trazido ao palco em um guindaste (μηχανῆς-mechanes), logo após a resolução de um problema aparentemente insolúvel pela vontade do deus. Em seu sentido moderno e figurativo, o "deus ex machina" traz o final da narrativa através da resolução inesperada (geralmente de maneira feliz) para o que aparentava ser um problema insuperável. Este mecanismo é usado frequentemente para terminar uma história sombria sobre uma nota mais positiva.

### Justiça poética
Justiça poética é um mecanismo literário em que a virtude é recompensada e o vício é punido, de tal forma que a recompensa ou punição tem conexão lógica com o ato. Na literatura moderna, este mecanismo é muitas vezes usado para criar reviravoltas irônicas do destino em que o vilão é pego em seu/sua própria armadilha.

### Arma de Chekhov
A arma de Chekhov refere-se a uma situação em que um personagem ou elemento da trama é introduzido no início da narrativa e, muitas vezes, a utilidade do item não é imediatamente aparente até chegar o momento em que este alcança importância fundamental na história. Um mecanismo semelhante a arma de Chekhov é a "planta", o qual prepara determinado elemento para ser repetido inúmeras vezes ao longo da história. Durante a resolução, o verdadeiro significado da planta é revelada. Ambos os mecanismos são usados para criar uma antecipação do que irá acontecer.

### Arenque vermelho
Um "arenque vermelho" é uma pista falsa, criada com a intenção de direcionar os investigadores a uma solução incorreta. Este mecanismo geralmente aparece em romances policiais e ficções de mistério. A pista falsa é usada como um tipo de desorientador, um mecanismo destinado a distrair o protagonista e por extensão, o leitor, afastando-o da resposta correta ou das pistas verdadeiras. Um arenque vermelho também pode ser usado como um tipo de falso antecipador.

### In medias res
In medias res (latim para "no meio das coisas") é uma técnica literária onde a narrativa começa no meio da história, ao invés do início (ab ovo ou ab initio). Os personagens, cenários e conflitos são frequentemente introduzidos através de uma série de flashbacks ou através de personagens que discutem entre si sobre eventos passados. Esta técnica cria uma reviravolta quando a causa não explicada anteriormente do incidente é revelada, culminando no clímax.

### Narrativa não-linear
Narrativa não-linear é um mecanismo de narração que revela a trama e o personagem em uma ordem não-cronológica. Esta técnica requer a atenção do leitor em tentar organizar a linha do tempo da trama, a fim de compreender a história. Um final surpresa pode ocorrer como resultado de todas as informações reunidas, sendo direcionada até o clímax que coloca os personagens ou os eventos em uma perspectiva diferente.

### Cronologia reversa
A cronologia reversa tem como função revelar o enredo em ordem inversa, ou seja, a partir do evento final para chegar no inicial. Ao contrário de histórias cronológicas, onde as causas vão progredindo antes de chegar a um efeito final, as não cronológicas revelam o efeito final antes de explicar e desenvolver as causas que levaram a ela, portanto. A causa inicial seria nada mais do que o final surpresa da trama.